# FUTV
FUTV es un canal de televisión por suscripción costarricense especializado en fútbol. Inició transmisiones el 29 de febrero de 2020.

## Historia

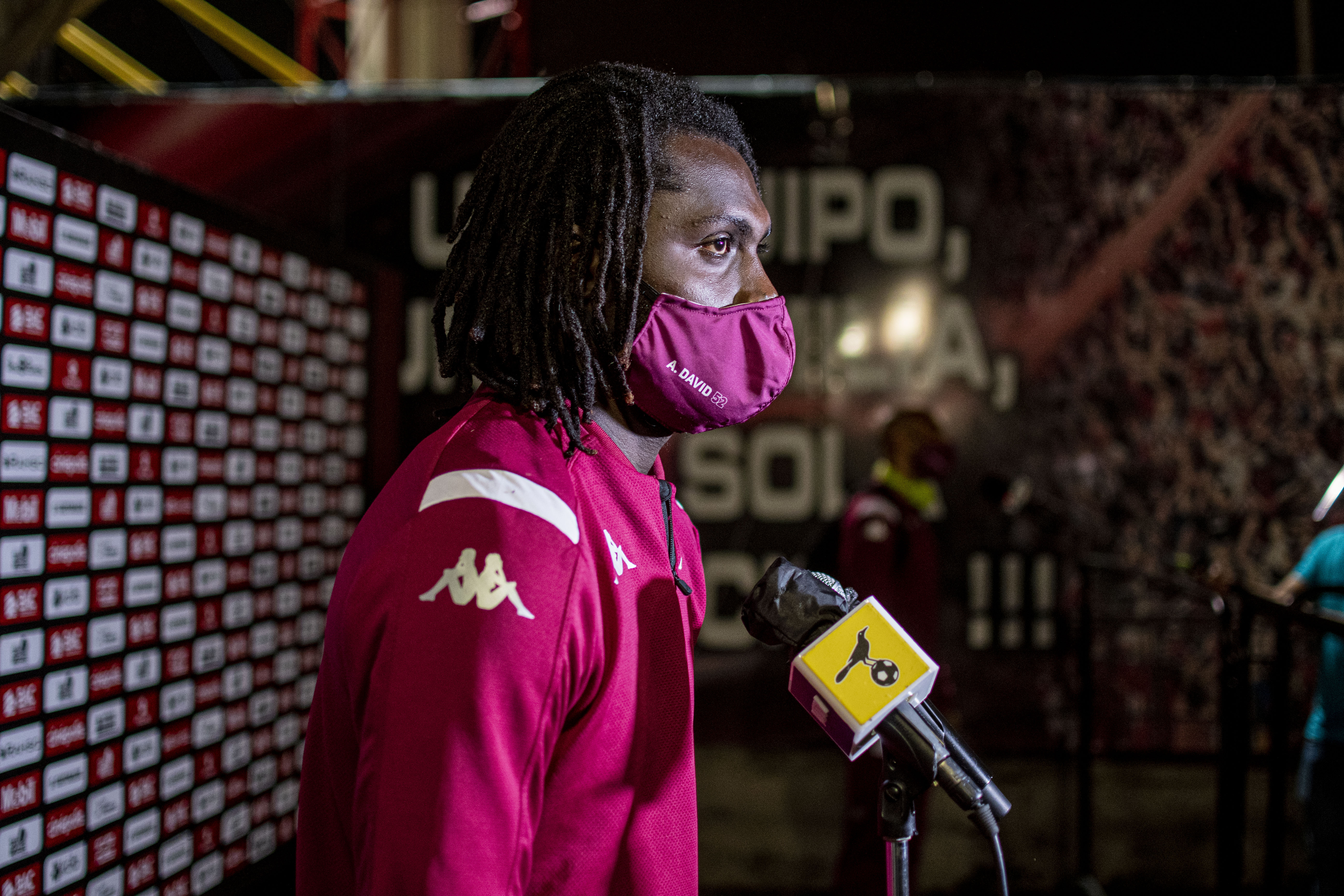
El saprissista Aubrey David en entrevista con FUTV

El 28 de septiembre de 2019, medios informaron que las cadenas de televisión Teletica y Repretel, planearían en conjunto la creación de un canal de cable exclusivo en las transmisiones de partidos del fútbol de la Primera División, teniendo como expectativa iniciar a partir de la temporada 2020-21 con nueve clubes. Ante los rumores dados en redes sociales, el 2 de octubre, el presidente de Repretel, Fernando Contreras, afirmó que el canal sería una realidad y descartó una empresa conjunta con Teletica, sino que ambas televisoras servirán como proveedores con su equipo técnico y comentaristas.
El 13 de diciembre de 2019, se reveló el nombre del canal como «FUTV» y fue presentado frente a equipos, socios comerciales de televisoras y personas asociadas al fútbol. Además, se conoció la ubicación en Escazú en el que un especialista que trabajó en ESPN asumiría el proyecto.
El 23 de enero de 2020, se lanzó oficialmente para las cableras y los equipos de Teletica y Repretel cedieron sus derechos televisivos. Inició sus transmisiones oficialmente el 29 de febrero bajo la conducción de su director Gabriel Vargas, apoyado por el director de estrategia Rodolfo Travers.

## Programación

### Fútbol
- Primera División de Costa Rica Transmisión en condición de local de 7 equipos del torneo[8]

- - Liga Deportiva Alajuelense
  - Deportivo Saprissa
  - Club Sport Herediano
  - Club Sport Cartaginés
  - Municipal Liberia
  - Municipal Pérez Zeledón
  - Guadalupe Fútbol Club

- Segunda División de Costa Rica Transmisión diférida de algunos partidos[9]

- Torneos de divisiones menores de Costa Rica
- Torneo de Copa de Costa Rica Transmisión en condición de local de los equipos participantes de la primera y segunda división de los cuales el canal posee los derechos
- Supercopa de Costa Rica
- Recopa de Costa Rica

### Producciones del canal
- Análisis 360: Análisis de las jornadas con invitados especiales.
- A fondo con...: Entrevista a fondo con personajes del fútbol nacional e internacional, para conocer más allá del deportista.
- En Ascenso: Historias de los protagonistas de la Liga de Ascenso de Costa Rica, además, análisis y resúmenes de cada la jornada.
- Acercándonos: Programa dedicado para dar a conocer el esfuerzo y crecimiento del fútbol femenino en Costa Rica al lado de sus protagonistas.
- Los 11 Titulares: Análisis y debates sobre el fútbol nacional con las principales figuras de Repretel y Teletica.

## Plataformas digitales

### FUTV Premium
En abril de 2022, FUTV anuncia el lanzamiento de un club por suscripción de contenidos para clientes móviles de Liberty y Kölbi, en el cual se incluyen notificaciones de goles en tiempo real de los partidos en transmisión, resúmenes y conferencias de los mismos.

### TDMax
TDMax es una plataforma multidispositivo, retrasmite los partidos y contenidos de FUTV a través de sus diferentes medios, es propiedad de Televisora de Costa Rica la cual tiene alianza con FUTV.

## Personalidades del canal
Se incluye a los locutores, comentaristas y conductores de Repretel y Teletica.
Por FUTV
- Gabriel Vargas Brizuela (director y presentador)
- Julio Naranjo (presentador)
- Maynor Solano Ruiz (presentador)
- Sebastián Álvarez (narrador)
- Camilo Hernández (periodista)
- María José Fonseca (periodista)
- Verónica Alpízar (periodista)

Por Repretel
- Pablo Guzmán Chaves (presentador y comentarista)
- Everardo Herrera Soto (comentarista)
- Hernán Morales (comentarista)
- Mónica Malavassi (comentarista)
- Oscar Segura (narrador)
- Alexander Gaitán (periodista y estadígrafo)
- Carlos Chinchilla (narrador y periodista)
- Carlos Serrano (periodista)
- Mariela Jiménez (periodista)
- Rodolfo Mora (periodista y presentador)

Por Teletica
- Jorge Martínez Chaves (presentador y comentarista)
- Melissa Alvarado Barrantes (presentadora y comentarista)
- Adrián Méndez Granados (narrador)
- Daniel Quirós (narrador)
- Pablo Segura (narrador)
- Eduardo Castillo (periodista)
- Juan Ulloa (periodista)
- Miguel Calderón (periodista)
- Ricardo Cordero (periodista)